# Tańczące Diabły Bożego Ciała
Tańczące Diabły Bożego Ciała – tradycyjny rytuał odbywający się podczas Uroczystości Najświętszego Ciała i Krwi Chrystusa wśród społeczności zamieszkujących środkową część wybrzeża Wenezueli.
W 2012 roku Tańczące diabły w obchodach Bożego Ciała w Wenezueli wpisano na listę reprezentatywną niematerialnego dziedzictwa kulturowego UNESCO. Nazwa wpisu w języku angielskim to Venezuela’s Dancing Devils of Corpus Christi, zaś w języku hiszpańskim – Diablos Danzantes de Venezuela.

## Historia
Korzenie rytuału Tańczących Diabłów Bożego Ciała, łączącego elementy kultury indoamerykańskiej, europejskiej i afrykańskiej, sięgają połowy XVII wieku. Ze względów historycznych zwyczaj związany był z plantacjami kakaowców, kawowców, trzciny cukrowej i indygowców. Do XIX wieku powstało szereg bractw kultywujących tę tradycję, z których współcześnie jedenaście nadal reprezentuje to dziedzictwo. Są to zrzeszające w sumie ok. 5000 osób bractwa z miejscowości Cata, Cuyagua, Chuao, Ocumare de la Costa i Turiamo w stanie Aragua, San Millán i Patanemo w stanie Carabobo, Tinaquillo w stanie Cojedes, San Rafael de Orituco w stanie Guárico, San Francisco de Yare w stanie Miranda i Naiguatá w stanie Vargas. Podstawą gospodarki społeczności tych terenów wciąż jest rybołówstwo i rolnictwo, choć na niewielką skalę rozwija się również turystyka.

## Przebieg

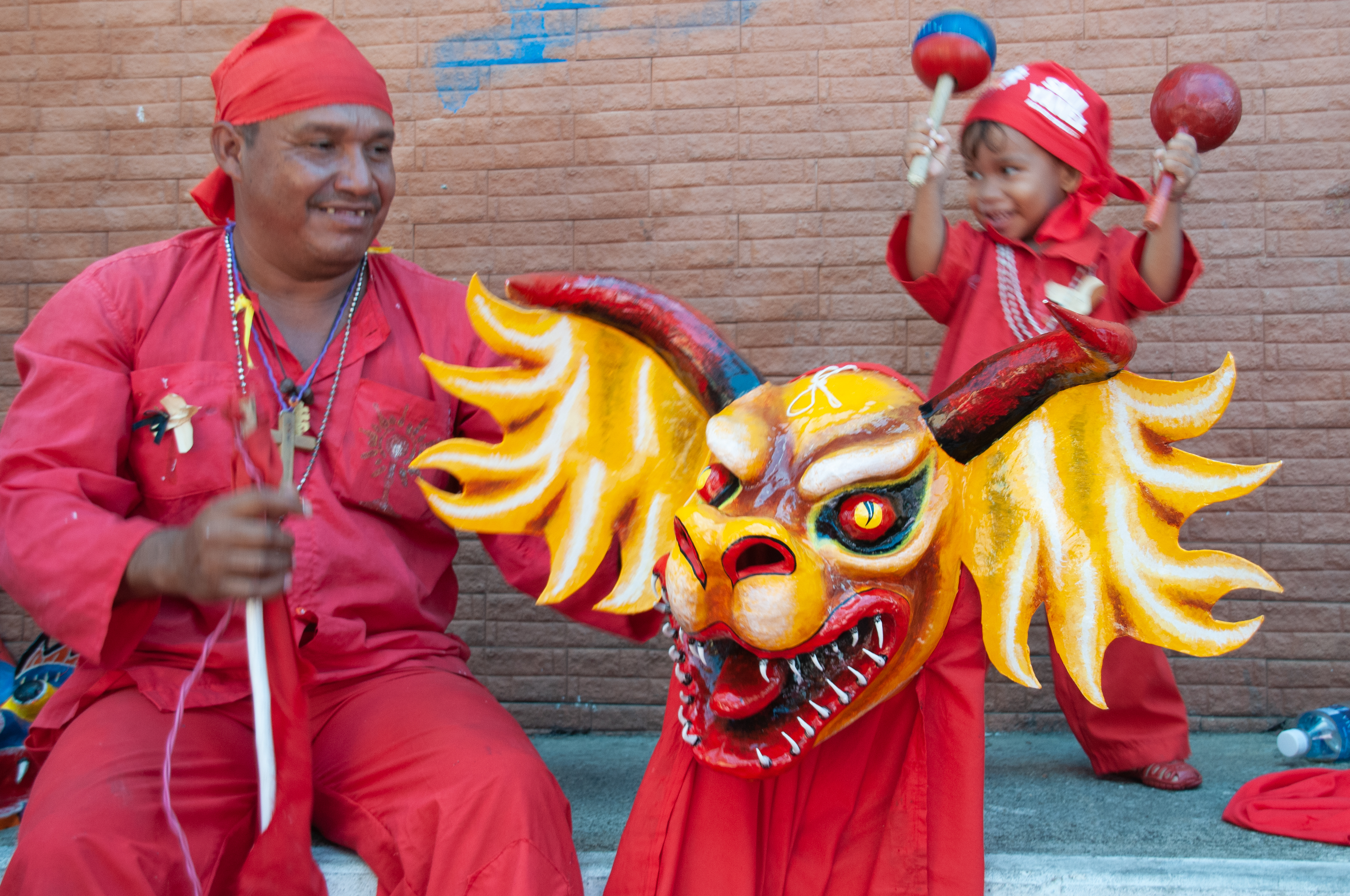
Uczestnicy święta z maską przedstawiającą diabła (2015)

W trakcie procesji Bożego Ciała grupy zwane promeseros – dzieci, młodzieży oraz dorosłych przebranych w kolorowe kostiumy oraz maski diabłów – tańczą w rytm instrumentów strunowych i perkusyjnych i cofają się przed kapłanem niosącym Najświętszy Sakrament. Wierni, aby odpędzać złe duchy, trzymają w prawej ręce marakasy. W kulminacyjnym momencie ceremonii diabły kłaniają się przed monstrancją, co symbolizuje zwycięstwo dobra nad złem.
Promeseros (niegdyś jedynie mężczyźni, współcześnie również kobiety) są dożywotnimi członkami bractw przechowujących pamięć o tradycji i historii przodków. Każde z nich ma swój własny wzór używanych masek, które noszone są wraz ze szkaplerzami, krzyżami oraz święconymi liśćmi palmowymi. Promeseros jako ochrony przed złymi duchami używają również dzwonków, szali oraz wstążek.
W każdym z bractw istnieje ustalona hierarchia. Na czele grupy stoi – w zależności od miejscowości – Capataz, Capitán albo Diablo Mayor, którego głównym zadaniem jest modlitwa o ochronę; tytuł ten może być dziedziczony lub nadawany w wyniku wyborów i jest dożywotni. Podczas samej procesji wiernymi kieruje Perrero, Arriero bądź Diablo Suelto, natomiast postać Sayony (występującej podczas obchodów w San Francisco de Yare) uważana jest za oblubienicę diabła bądź opiekunkę dzieci (które określa się mianem Diablitos albo Sayoncitos).
Rolą kobiet jest również organizacja poszczególnych etapów obrzędu, duchowe przygotowanie dzieci do tej ceremonii, wznoszenie i przyozdabianie ołtarzy na trasie procesji oraz przygotowanie poczęstunku. Wśród społeczności miast Tinaquillo oraz Naiguatá kobiety mogą także występować jako tancerki (promeseras).
Rytuał charakteryzuje się inwencją twórczą i zaangażowaniem religijnym oraz promuje poczucie tożsamości społecznej i kulturowej.